# Rechtbank Deventer
De rechtbank Deventer was van 1838 tot 1877 een van de rechtbanken in Nederland. Het rechtsgebied van Deventer omvatte het midden van de provincie Overijssel. Na de opheffing werd Deventer verdeeld over de arrondissementen Almelo, Zwolle en Zutphen.

## Arrondissement
Arrondissementen werden in Nederland ingesteld in de Franse tijd. De provincie Overijssel werd oorspronkelijk verdeeld in drie arrondissementen, naast Deventer waren dat Almelo en Zwolle. Het arrondissement Deventer bestond tot 1877. Het was onderverdeeld in vier kantons: Deventer, Raalte, Goor en Ommen. 
In 1877 werd Deventer opgeheven en over Zwolle en Zutphen verdeeld.